# Lía Megálou-Seferiádi
 (février 2021).
Si vous disposez d'ouvrages ou d'articles de référence ou si vous connaissez des sites web de qualité traitant du thème abordé ici, merci de compléter l'article en donnant les références utiles à sa vérifiabilité et en les liant à la section « Notes et références ».
Lía Megálou-Seferiádi (en grec moderne : Λία Μεγάλου-Σεφεριάδη) est une femme de lettres grecque née en 1945 à Thessalonique.

## Biographie
En 1965, elle s'est installée à Athènes, où elle vit jusqu'à présent.
En 1966, elle est apparue pour la première fois dans le magazine Epochés d'Ángelos Terzákis (en) avec la nouvelle Onze lettres et un post-scriptum.
En 1972, elle a publié son premier livre, un recueil de poèmes intitulé Le Fuyard dans l'arbre. Une quinzaine d'autres ouvrages, principalement en prose, a paru depuis lors. Ses poèmes et ses proses sont traduits en beaucoup de langues. Elle s'est aussi occupée de la traduction de livres, généralement sociopolitiques.
En 2001, elle a remporté le prix Ipektsi pour le roman Comme la soie (éd. Kastanioti, 1e éd. 1996).